# Mozgovaite
La mozgovaite è un minerale.

## Etimologia
Il nome è in onore della mineralogista russa Nadezhda Nikolaevna Mozgova (1931- ), ha dato importanti contributi alla conoscenza del solfosali.